# Wysokie loty (album)
Wysokie loty – wspólny album polskiego duetu hip-hopowego Juras & Wigor. Singlem promującym album był utwór „To zbyt piękne...”. Nagrania dotarły do 26. miejsca listy OLiS.
Na albumie znajduje się 14 utworów, w tym po dwa solowe każdego z raperów. Od strony muzycznej największy udział ma producent z Przemyśla – WDK, który wyprodukował 5 utworów i 1 remiks. Reszta podkładów wyszła spod ręki DJ-a Seba, Zoober Slimma, Czarnego z HiFi Bandy, Kuby O., Mahyna (z projektu BLA-BLA), Pelsona oraz Wigora. Dodatkowo na mikrofonach gościnnie pojawiają się Ero (JWP, PCP), Radar (WSP), Miodu (Jamal), a za gramofonami DJ Mini. Od strony realizacji pod względem mixu i masteringu o jakość zadbał Waco.

## Lista utworów
| Nr | Tytuł                    | Czas | Producent      | Wykonawcy           |
| -- | ------------------------ | ---- | -------------- | ------------------- |
| 1  | „Intro – Odlot”          | 0:37 | Czarny HIFI    |                     |
| 2  | „Zabijamy ciszę”         | 3:45 | DJ Seb         | Juras, Wigor        |
| 3  | „Przemijanie”            | 4:20 | Zbyniek        | Juras, Wigor, Radar |
| 4  | „Na własne oczy”         | 3:52 | Czarny HIFI    | Juras, Wigor        |
| 5  | „List do Pana Boga”      | 4:37 | Zoober Slimm   | Juras               |
| 6  | „Bilet w jedną stronę”   | 6:17 | Wigor          | Juras, Wigor        |
| 7  | „Naturalna kolej rzeczy” | 3:34 | WDK            | Juras, Wigor        |
| 8  | „Hipnoza”                | 4:02 | Kuba O.        | Juras, Wigor        |
| 9  | „Pojawiam się i znikam”  | 3:17 | Pelson, DJ Seb | Juras, Wigor        |
| 10 | „Sercem i duchem”        | 3:54 | WDK            | Juras, Wigor        |
| 11 | „Poza konkurencją”       | 3:34 | WDK            | Juras, Wigor        |
| 12 | „To zbyt piękne...”      | 4:19 | Czarny HIFI    | Juras, Wigor, Jamal |
| 13 | „Szukam źródeł”          | 4:04 | WDK            | Juras, Wigor        |
| 14 | „Dzień żywych trupów”    | 4:22 | Mahyn          | Juras, Wigor        |
| 15 | „Gra dużego formatu”     | 4:54 | Mahyn          | Juras, Wigor, Ero   |
| 16 | „Outro – Lądowanie”      | 4:22 | Czarny HIFI    |                     |